# 성냥

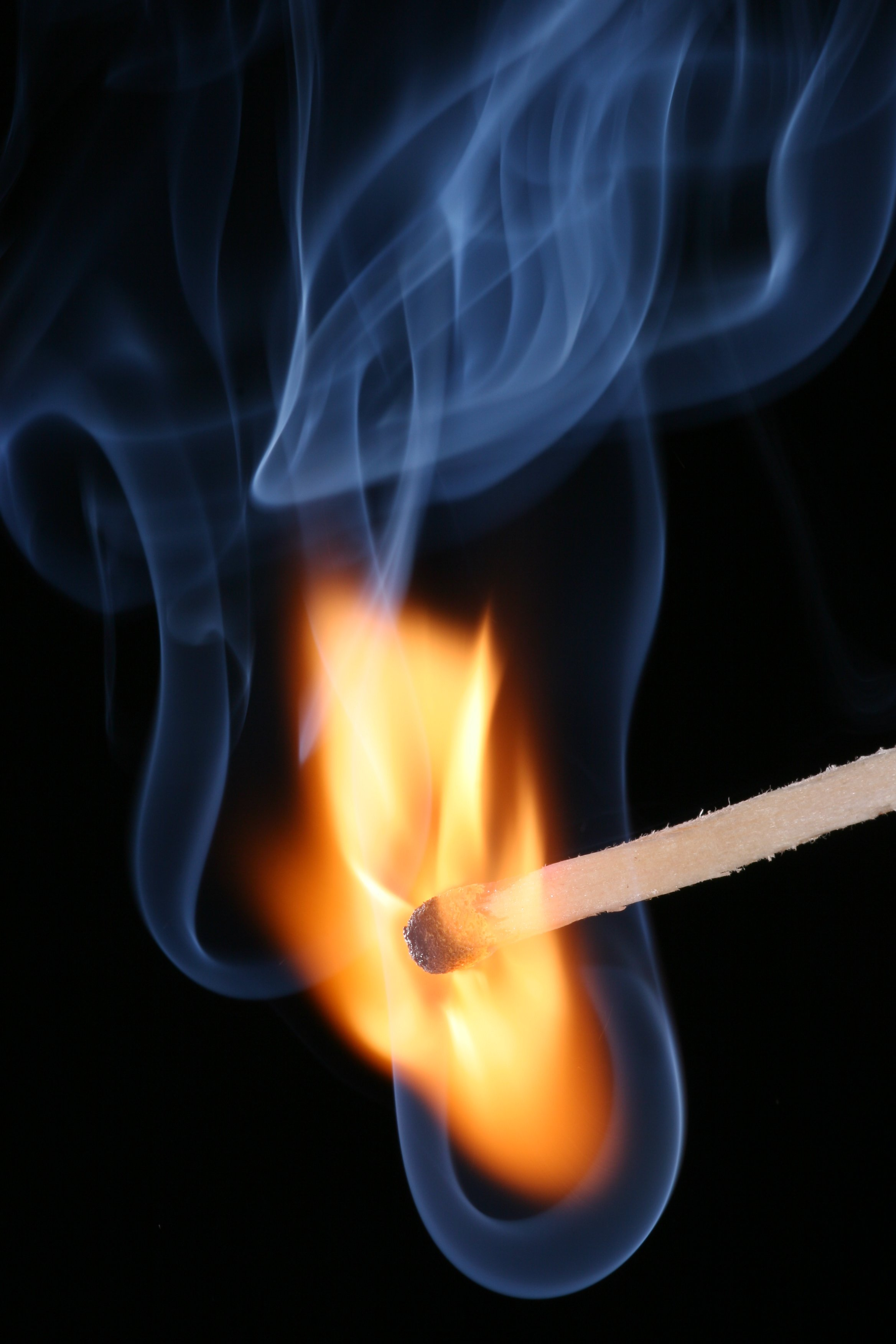
성냥

성냥은 불을 붙이는 도구이다. 나무나 뻣뻣한 종이의 한 끝에 인 등의 발화제를 붙여 마찰열로 불을 붙인다. 지금은 보편적으로 대신 라이터가 많이 쓰이나, 케이크 촛불 점화 등과 같은 특별한 행사에서는 성냥이 자주 쓰인다. 성냥이 들어 있는 상자를 성냥갑으로, 성냥 안에 들어 있는 막대들은 성냥개비라고 부른다. 그러나 성냥은 화재에 매우 취약한 특색을 두고 있어, 1962년 9월에 있었던 후쿠에 대화재와 같은 대형 화재를 일으키게 되는 주범인 경우 역시 원인 제공이 성립된 물건 중의 하나이기도 하다.

## 어원
성냥이라는 낱말은 《언해태산집요(諺解胎産集要, 1608년, 75)》에 나온 옛말 "셕류황"에서 유래했다고 한다.

## 기원
성냥은 영국에서 최초로 발명되었으며, 영국의 J. 워커가 염소산칼륨과 황화안티모니를 발화 연소제로 쓴 마찰 성냥을 고안한 것에서 기원하였던 것으로 보인다.

## 쇠퇴
1970년대에 들어서 가정용 가스레인지를 보급하였다가, 1980년대에 휴대용 라이터 생산을 밀려서, 성냥 생산량이 크게 줄었으며, 1990년대 이후에 성냥공장을 여러 곳이 문을 닫게 되었다.

## 사진 갤러리

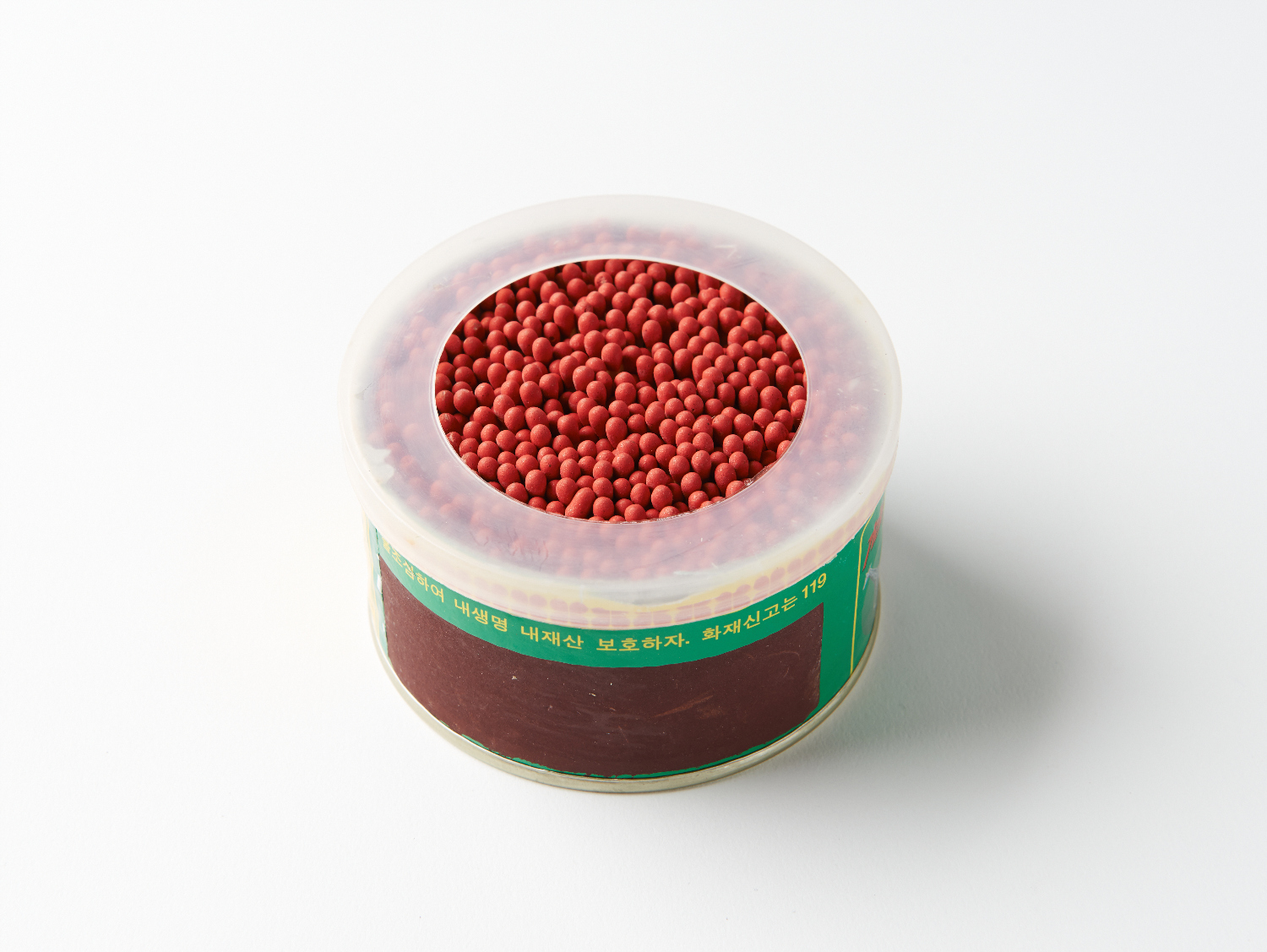
둥근 성냥갑(성냥곽)
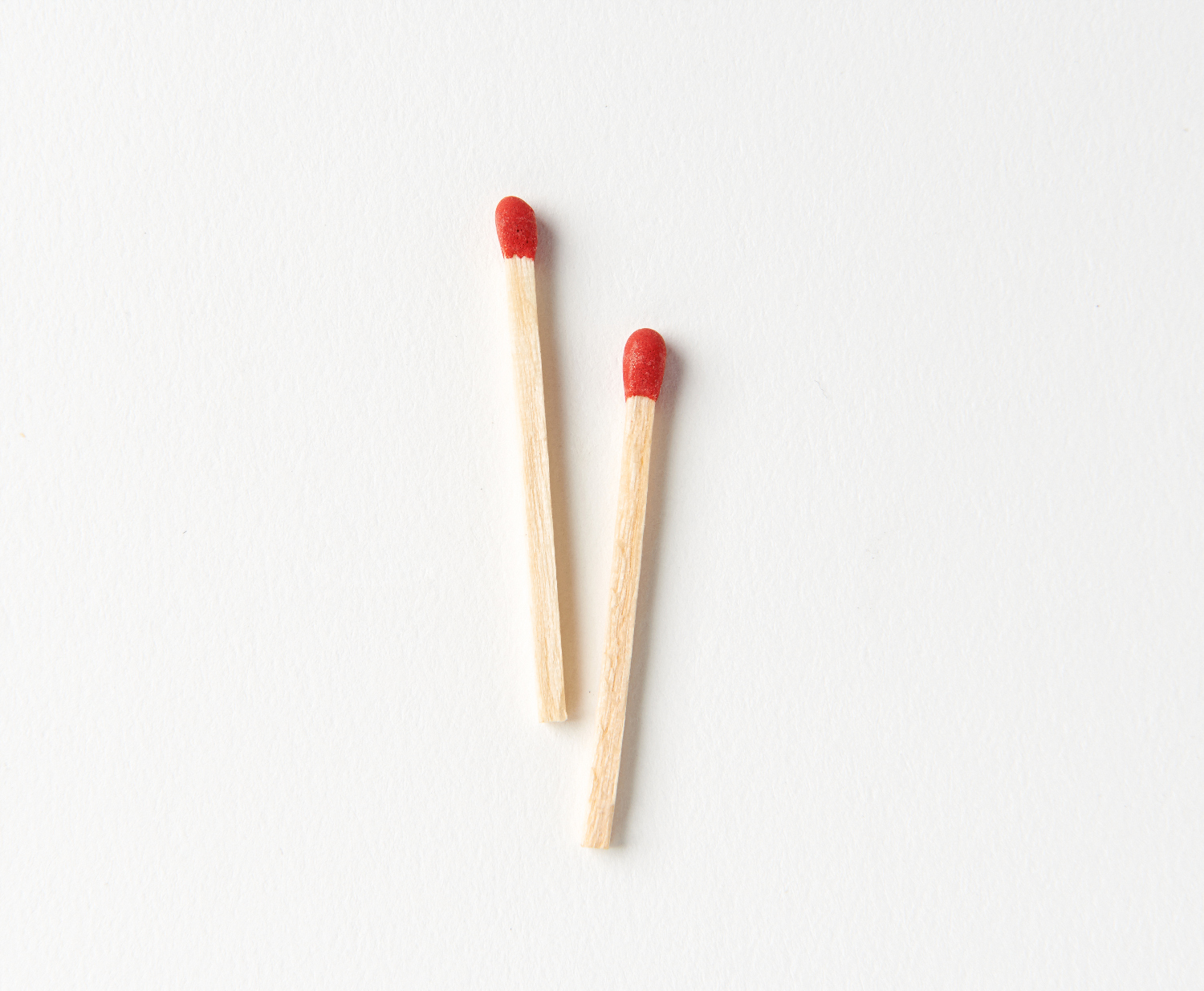
성냥개비
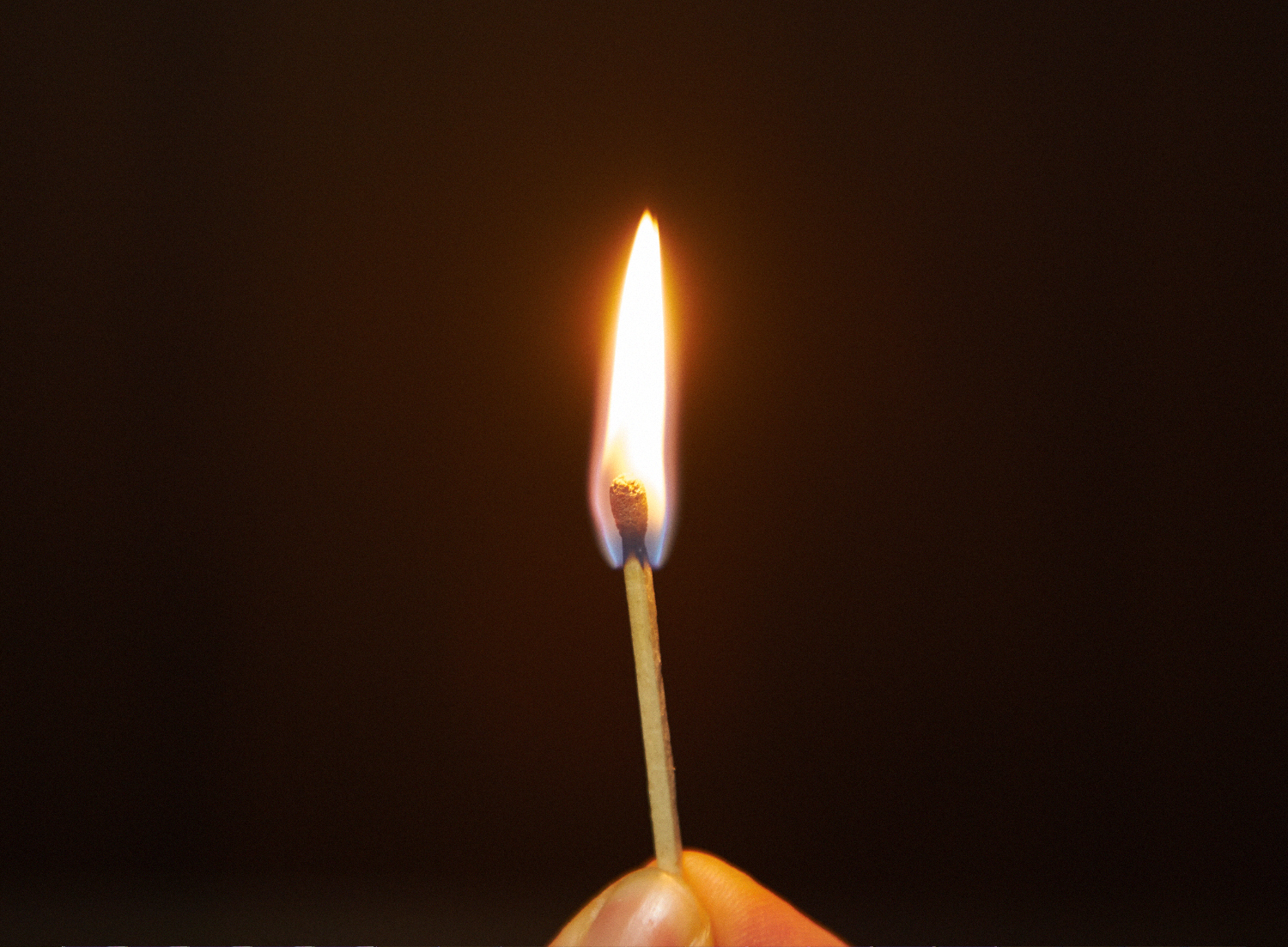
그어 불을 붙인 성냥

## 참고 사항
- 대한민국에서 경상북도 의성군에서 "성광성냥공업사"가 유일한 공장이 있으나, 2013년 문을 닫은 채 복합문화공간이 조성 중에 있다.

## 같이 보기
- 라이터
- 성냥팔이 소녀 - 동화
- 성냥공장 소녀 - 핀란드의 영화 작품
- 인광노, 조선시대의 성냥과 비슷한 역할을 한 물건